# 青葉町 (札幌市)
青葉町（あおばちょう）は、北海道札幌市厚別区にある地名。同市の南東に位置する住宅団地である。
青葉町はおおむね南北に長い三角形状をしている。北端には南郷通が走り、厚別中央と接する。東端には野津幌川が流れ、もみじ台と接する。南の先端では北広島市と接する。
千歳線新札幌駅 - 上野幌駅で地域の中央を通っているが駅はない。

## 歴史
1950年（昭和25年）6月30日、厚別地区一帯を含む白石村が札幌市と合併した。当時の札幌市は急激な人口増加のため宅地を必要としており、厚別町は土地開放の要求を盛んに受けていた。しかし個々の地主がそれぞれの判断で分譲すると都市計画がおぼつかなくなるため、厚別町旭町や下野幌の住民は計画的な解放を行うように協議し、市へと申し入れた。
1963年（昭和38年）、先行するひばりが丘を上回る規模の団地を企図して土地整備が着工する。
1969年（昭和44年）5月1日、隣のひばりが丘が「春」を思わせるところから、この団地は「夏」を連想させる名称として「青葉町」と告示された。

## 施設
- 札幌市立新札幌わかば小学校
- 札幌市立青葉中学校